# Шельдяєв Євген Петрович
Євген Петрович Шельдяєв (10 вересня 1918, село Свинець, тепер Тимського району Курської області, Російська Федерація — 4 січня 1973) — український радянський діяч, головний інженер дільниці Лисичанського будівельного тресту Ворошиловградської області. Депутат Верховної Ради УРСР 3-го скликання.

## Біографія
Народився в селянській родині.
До 1941 року — студент Дніпропетровського інженерно-будівельного інституту.
З червня 1941 року — в Червоній армії. Учасник німецько-радянської війни. Служив командиром відділення, взводу топографічної розвідки батареї Управління 121-ї окремої гаубичної артилерійської Новгородської бригади Великої потужності Резерву Головного Командування Волховського фронту.
Після демобілізації повернувся на навчання до інституту.
Освіта вища. Закінчив Дніпропетровський інженерно-будівельний інститут, здобув спеціальність інженера-будівельника.
Після закінчення інституту направлений у місто Лисичанськ Ворошиловградської області. Працював майстром, виконробом, старшим виконробом будівельної дільниці Лисичанського будівельного тресту.
З 1950 року — головний інженер дільниці Лисичанського будівельного тресту Ворошиловградської області.

## Звання
- сержант

## Нагороди
- орден Червоної Зірки (14.05.1945)
- медалі